# Stelis schlechteriana
Stelis schlechteriana là một loài thực vật có hoa trong họ Lan. Loài này được Garay miêu tả khoa học đầu tiên năm 1979.